# جشنواره موسیقی اولترا

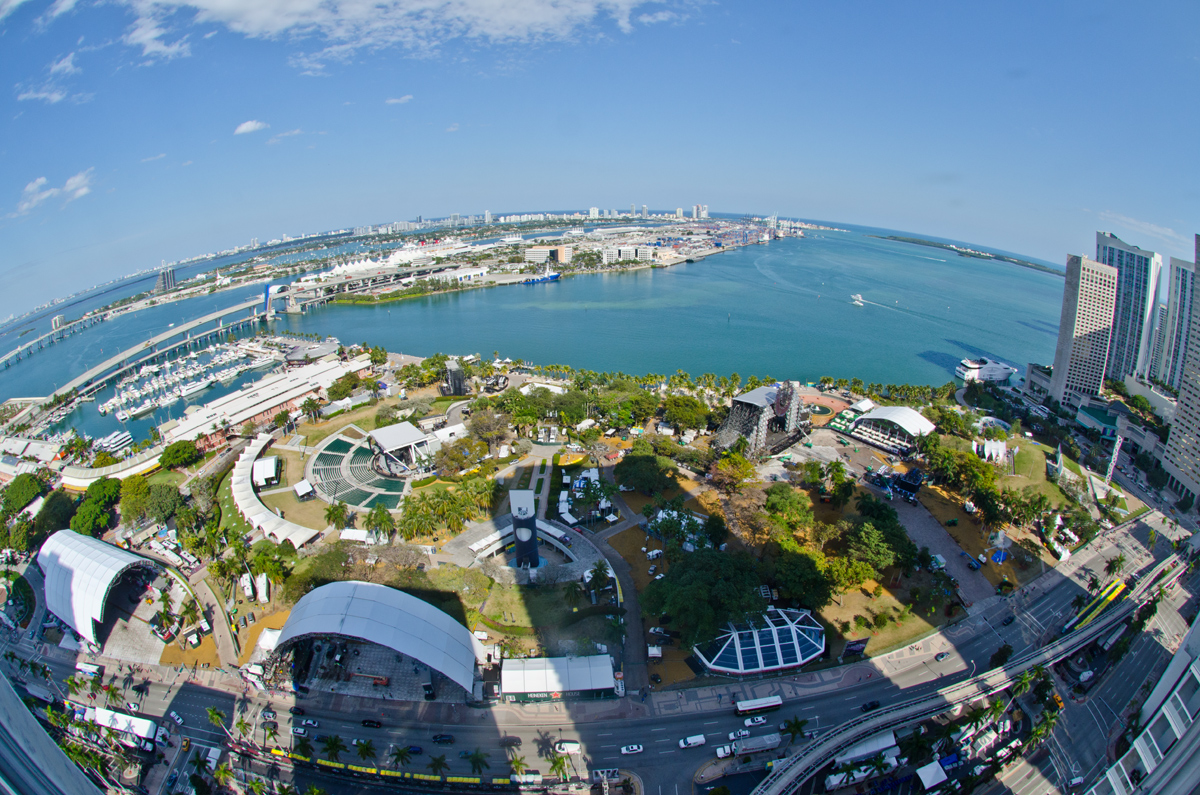
تصویر یکی از محل‌های برگزاری جشنواره

جشنواره موسیقی اولترا (به انگلیسی: Ultra Music Festival) یا به اختصار یو ام اف یک جشنواره موسیقی الکترونیک در هوای آزاد است که سالانه در طی ماه مارس در شهر میامی، از ایالت فلوریدا در ایالات متحده آمریکا برگزار می‌شود. در دیگر کشورها مانند فرانسه، ترکیه، انگلستان، کره جنوبی، ژاپن و… این جشنواره برگزار می‌شود.
این جشنواره هرسال از تاریخ ۱ فروردین تا ۳ فروردین برگزار می‌شود و افراد با حضور گرم و پرشور خود در جشن اولترا موزیک فستیوال شادی و نشاط زیادی را به یکدیگر منتقل می‌کنند.
دی جی‌های زیادی از سراسر دنیا تلاش می‌کنند تا بتوانند در این جشنواره موسیقی خود را در سبک‌های موسیقی رقص الکترونیک، ریمیکس، تکنو، ترنس، مَش آپ، هاوس، هارد ترنس و… به نمایش بگزارند.
از دی جی‌های معروف که در یو ام اف حضور داشته‌اند می‌توان به آرمین وَن بورِن، دبلیو اند دبلیو، دیمیتری وگاس اند لایک مایک، هاردول، افروجک، مارتین گریکس، تییستو، آویچی، دیوید گِتا، نیکی رومرو، آلوک، دان دیابلو، کالوین هریس، دش برلین و … اشاره کرد.
این جشنواره رقابت چشمگیری با دیگر جشنواره‌های موسیقی دی جی دارد و جشنواره‌هایی نظیر تومارولند را به چالش دعوت می‌کند.
جشنواره اولترا موزیک فستیوال در کشورهای دیگر در قاره‌های اروپا، آسیا، اقیانوسیه و… برگزار می‌شود که افراد را با بالا بردن پرچم کشور خود به صلح و شادی دعوت می‌کند. جشنواره اولترا یا همان اولترا موزیک فستیوال در سال ۱۹۹۹ توسط راسل فیبیش و الکس اومس تأسیس شد.